# Mitsuru Komaeda
Mitsuru Komaeda (古前田 充, Komaeda Mitsuru, Iwate, 14 april 1950) is een Japans voormalig voetballer die als aanvaller speelde.

## Clubcarrière
In 1969 ging Komaeda naar de Osaka University of Commerce, waar hij in het schoolteam voetbalde. Nadat hij in 1973 afstudeerde, ging Komaeda spelen voor Towa Real Estate, de voorloper van Fujita Industries. Met deze club werd hij in 1977, 1979 en 1981 kampioen van Japan. Komaeda veroverde er in 1977 en 1979 de Beker van de keizer. In 10 jaar speelde hij er 178 competitiewedstrijden en scoorde 18 goals. Komaeda beëindigde zijn spelersloopbaan in 1982.

## Japans voetbalelftal
Mitsuru Komaeda debuteerde in 1976 in het Japans nationaal elftal en speelde 2 interlands, waarin hij 2 keer scoorde.

## Statistieken
| Japans voetbalelftal | Japans voetbalelftal | Japans voetbalelftal |
| Jaar                 | Wed.                 | Dlp.                 |
| -------------------- | -------------------- | -------------------- |
| 1976                 | 1                    | 1                    |
| 1977                 | 1                    | 0                    |
| Totaal               | 2                    | 2                    |